# Provincie Alicante
Provincie Alicante či Alacant (španělsky Provincia de Alicante, katalánsky Província d'Alacant) je jednou z provincií Španělska. Je nejmenší a nejjižnější ze tří provincií Valencijského společenství (zároveň je nejjižnější oblastí, kde je vedle španělštiny úředním jazykem také katalánština), co do počtu obyvatel (přibližně 1,99 milionu obyvatel) se však vyšplhala na páté místo na celošpanělské úrovni.
Na severu sousedí s provincií Valencia, na severozápadě s provincií Albacete, na západě s Murcijským společenstvím, nejdelší „hranici“ má se Středozemním mořem. Jde o jednu z nejhornatějších provincií Španělska.

## Obyvatelstvo a sídla

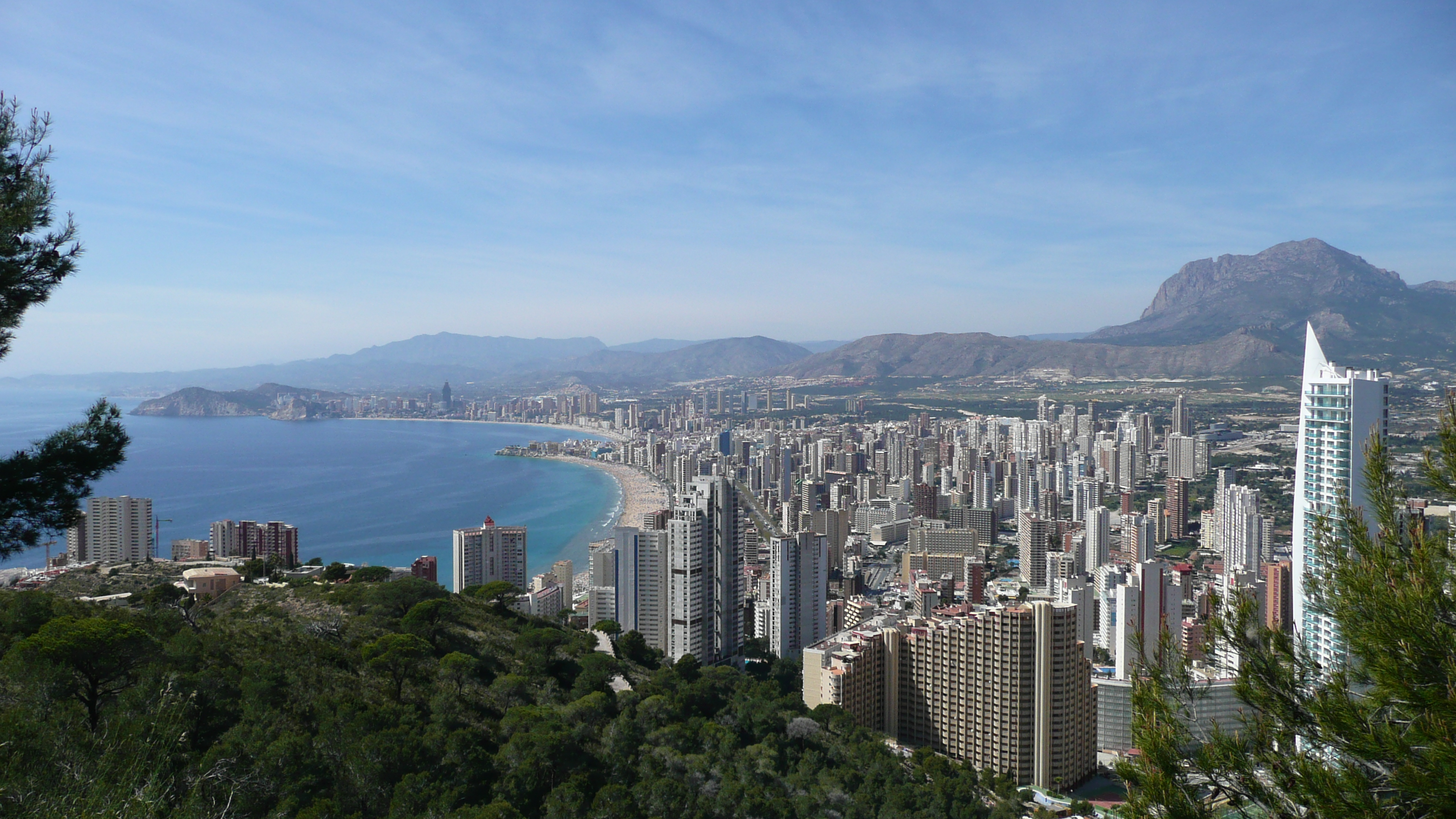
Benidorm — kdysi rybářské městečko, dnes místo, které v počtu mrakodrapů na obyvatele předstihlo i Manhattan. Příklad neúměrné exploatace pobřeží masovým turismem.

Provincie Alicante drží prvenství v podílu imigrantů na obyvatelstvu, který zde dosahuje 23,3 % (INE, 2008), což je dvojnásobek španělského průměru. Ze 440 000 cizinců tvořili přibližně čtvrtinu občané Spojeného království, zbytek pak občané dalších zemí Evropské unie, Jihoameričané a Maročané.
Provincie je jednou z nejurbanizovanějších ve Španělsku a pobřeží je mnohde lemováno nehodnotnou souvislou zástavbou převážně rekreačních objektů. Okolí měst Alicante a Elche tvoří s více než 760 000 obyvateli jednu z nejlidnatějších metropolitních oblastí Španělska.